# 宅良村
宅良村（たくらむら）は福井県南条郡にあった村。現在の南越前町の北東端にあたる。

## 地理
- 山岳 ： 段ノ岳、金草岳

## 歴史
- 1889年（明治22年）4月1日 - 町村制の施行により、久喜村、長沢村、馬上免村、古木村、上温谷村、小倉谷村、瀬戸村、杉谷村及び杣木俣村の区域をもって、宅良村が発足する。
- 1955年（昭和30年）4月1日 - 今庄村、堺村、宅良村及び湯尾村が合併して、今庄町が発足する。